# András Székely
András Székely   (Tatabánya, 5 de març de 1909 - Txerníhiv, 1943) va ser un nedador hongarès que va competir durant la dècada de 1930.
El 1932 va prendre part en els Jocs Olímpics de Los Angeles, on va disputar dues proves del programa de natació. Guanyà la medalla de bronze en els 4×200 metres lliures formant equip amb András Wanié, István Bárány i László Szabados, mentre en els 100 metres lliures quedà eliminat en sèries.
En el seu palmarès també destaquen dues medalles al Campionat d'Europa, d'or i plata el 1931, en les proves dels 4×200 metres lliures i 100 metres lliures respectivament.
Székely era jueu. Fou assassinat pels nazis el 1943 en un camp de concentració a Txerníhiv, Ucraïna.